# Chloridolum lameerei
Chloridolum lameerei là một loài bọ cánh cứng trong họ Cerambycidae.